# باشگاه فوتبال کیف اوربرو دی‌اف‌اف
باشگاه فوتبال کیف اوربرو دی اف اف (نا م پیشین کارشلند ایف) یک باشگاه فوتبال از ایالت اوربرو سوئد است.این باشگاه در بالاترین سطح لیگ فوتبال زنان سوئد(دامالسونسکان) بازی می‌کند.این باشگاه در سال ۱۹۸۰ تأسیس شد.ان باشگاه بازی‌های خانگی خود را در ورزشگاه آرنا بن در اوربرو انجام می‌دهد.رنگ اصلی لباس باشگاه قرمز و آبی است.این باشگاه ستارگان زیادی دارد از جمله آن‌ها می‌توان به کریستین لیلی ،کریستی ولش و کیت مارکگرف که در سال ۲۰۰۴ تحت نظر مربی معروف پیا سوندهاگه بازی می‌کردند اشاره کرد.